# Гришин Іван Тимофійович
Іва́н Тимофі́йович Гри́шин (нар. 18 липня 1911, село Хворощовка Скопинського повіту Рязанської губернії, тепер Скопинського району Рязанської області, Російська Федерація — 23 грудня 1985, місто Москва) — радянський державний діяч, голова Новосибірського облвиконкому, 1-й секретар Сталінградського (Волгоградського) обласного комітету КПРС, надзвичайний і повноважний посол СРСР у Чехословаччині, заступник міністра зовнішньої торгівлі СРСР. Член ЦК КПРС у 1952—1961 роках. Депутат Верховної ради РРФСР 1-го і 3-го скликань. Депутат Верховної ради СРСР 3—4-го скликань.

## Життєпис
Народився в селянській родині.
У 1925—1927 роках — учень слюсаря на торфорозробках Московської губернії.
У 1927—1931 роках — завідувач клубу Електрозаводу в Москві.
Член ВКП(б) з 1931 року.
У 1931—1933 роках — голова будівельного комітету, секретар осередку ВКП(б) заводу «Електросталь» Московської області.
У 1933—1935 роках — у Червоній армії: курсант полкової школи, секретар полкового бюро ВЛКСМ в містах Іваново та Горькому.
У 1935—1937 роках — партійний організатор ЦК ВКП(б) прокатного цеху заводу «Електросталь» Московської області.
У 1937—1939 роках — секретар Ногінського міського комітету ВЛКСМ Московської області; секретар Рязанського обласного комітету ВЛКСМ; завідувач відділу керівних комсомольських органів ЦК ВЛКСМ у Москві.
У 1939—1940 роках — заступник голови Комісії партійного контролю при ЦК ВКП(б).
У листопаді 1940—1942 роках — уповноважений Комісії партійного контролю при ЦК ВКП(б) по Новосибірській області.
16 січня 1942 — 8 грудня 1945 року — голова виконавчого комітету Новосибірської обласної ради депутатів трудящих.
У 1945—1948 роках — слухач Вищої партійної школи при ЦК ВКП(б).
22 березня 1948 — січень 1949 року — 2-й секретар Сталінградського обласного комітету ВКП(б).
У січні 1949 — грудні 1955 року — 1-й секретар Сталінградського обласного комітету ВКП(б) (КПРС). Одночасно у 1949—1950 роках — 1-й секретар Сталінградського міського комітету ВКП(б).
11 грудня 1955 — 20 лютого 1960 року — надзвичайний і повноважний посол СРСР у Чехословаччині.
У 1959 — 23 грудня 1985 року — заступник міністра зовнішньої торгівлі СРСР.
Помер 23 грудня 1985 року в Москві. Похований в Москві на Новодівочому цвинтарі.

## Нагороди
- три ордени Леніна
- орден Жовтневої Революції
- п'ять орденів Трудового Червоного Прапора
- медаль «За доблесну працю у Великій Вітчизняній війні 1941—1945 рр.»
- медаль «За доблесну працю. В ознаменування 100-річчя з дня народження Володимира Ілліча Леніна»
- медалі
- надзвичайний і повноважний посол